# 伊拉克总理
伊拉克总理是伊拉克的政府首脑。伊拉克总理是在伊拉克国家元首总统之下的一个政府专门机构，是伊拉克议会的象征性领导人。根据新通过的伊拉克宪法规定，总理是国家行政权力的执行者。其中努里·马利基（原名贾瓦德·马利基）于2006年至2014年间担任伊拉克政府总理共8年。现时，伊拉克宪法规定实行议会制，总理为政府首脑兼内阁首长领导政府工作。并为实权人物。

## 伊拉克王国首相（1920年－1958年）
从1920年至1958年，伊拉克的首相由当时的国王任命，任期通常只有一年左右。这一时期的大部分时间里，伊拉克政府是英国控制下的傀儡政权。
| 序号 | 总理姓名                                                          | 生卒日期      | 上任日期       | 离任日期       | 所属党派                     |
| ---- | ----------------------------------------------------------------- | ------------- | -------------- | -------------- | ---------------------------- |
| 1    | 阿比德·拉赫曼·海达里·盖拉尼 (Abd ar-Rahman al-Haydari al Gillani) | 1841年-1927年 | 1920年11月11日 | 1922年11月20日 | 无                           |
| 2    | 阿比德·穆赫辛·萨阿敦 (第一任) (Abd al-Muhsin as-Sa'dun)           | 1879年-1929年 | 1922年11月20日 | 1923年11月22日 | 军人                         |
| 3    | 贾法尔·阿斯卡里(第一任)                                           | 1887年-1936年 | 1923年11月22日 | 1924年8月2日   | 军人                         |
| 4    | 亚辛·哈希米 (第一任) (Yasin al-Hashimi)                           | 1894年-1937年 | 1924年8月2日   | 1925年6月26日  | 军人/人民党                  |
| 5    | 阿比德·穆赫辛·萨阿敦 (第二任) (Abd al-Muhsin as-Sa'dun)           | 1879年-1929年 | 1925年6月26日  | 1926年11月21日 | 军人/伊拉克进步党            |
| 6    | 贾法尔·阿斯卡里(第二任)                                           | 1887年-1936年 | 1926年11月21日 | 1928年1月11日  | 军人/伊拉克契约党            |
| 7    | 阿比德·穆赫辛·萨阿敦 (第三任) (Abd al-Muhsin as-Sa'dun)           | 1879年-1929年 | 1928年1月11日  | 1929年4月28日  | 军人/伊拉克进步党            |
| 8    | 陶菲格·苏瓦伊迪 (第一任) (Tawfiq al-Suwaidi)                      | 1891年-1968年 | 1929年4月28日  | 1929年9月19日  | 无                           |
| 9    | 阿比德·穆赫辛·萨阿敦 (第四任) (Abd al-Muhsin as-Sa'dun)           | 1879年-1929年 | 1929年9月19日  | 1929年11月13日 | 无                           |
| 10   | 伊布拉希曼·纳吉·苏瓦伊迪 (Ibrahim Naji al-Suwaidi)                | 1882年-1942年 | 1929年11月18日 | 1930年3月23日  | 无                           |
| 11   | 努里·赛义德(第一任)                                               | 1888年-1958年 | 1930年3月23日  | 1932年11月3日  | 军人/伊拉克契约党            |
| 12   | 纳吉·舍卡特 (Naji Shawkat)                                        | 1891年-1980年 | 1932年11月3日  | 1933年3月20日  | 无                           |
| 13   | 拉希德·阿里·盖拉尼(第一任) (Rashid Ali al-Kaylani)                | 1892年-1965年 | 1933年3月20日  | 1933年11月9日  | 国家兄弟党                   |
| 14   | 贾米勒·米德费(第一任)                                             | 1890年-1958年 | 1933年11月9日  | 1934年8月27日  | 军人                         |
| 15   | 阿里·贾达特·埃尤比 (第一任) (Ali Jawdat al-Aiyubi)                | 1896年-1968年 | 1934年8月27日  | 1935年3月4日   | 军人                         |
| 16   | 贾米勒·米德费(第二任)                                             | 1890年-1958年 | 1935年3月4日   | 1935年3月17日  | 军人                         |
| 17   | 亚辛·哈希米 (第二任) (Yasin al-Hashimi)                           | 1894年-1937年 | 1935年3月17日  | 1936年10月30日 | 军人/国家兄弟党              |
| 18   | 希克马特·苏莱曼 (Hikmat Sulayman)                                 | 1889年-1964年 | 1936年10月30日 | 1937年8月17日  | 国家兄弟党                   |
| 19   | 贾米勒·米德费(第三任)                                             | 1890年-1958年 | 1937年8月17日  | 1938年12月25日 | 军人                         |
| 20   | 努里·赛义德(第二任)                                               | 1888年-1958年 | 1938年12月25日 | 1940年3月31日  | 军人/伊拉克契约党            |
| 21   | 拉希德·阿里·盖拉尼(第二任) (Rashid Ali al-Kaylani)                | 1892年-1965年 | 1940年3月31日  | 1941年2月3日   | 国家兄弟党                   |
| 22   | 塔哈·哈希姆 (Taha al-Hashimi)                                     | 1888年-1961年 | 1941年2月3日   | 1941年4月13日  | 军人                         |
| 23   | 拉希德·阿里·盖拉尼(第三任) (Rashid Ali al-Kaylani)                | 1892年-1965年 | 1941年4月13日  | 1941年5月30日  | 国家兄弟党                   |
| 24   | 贾米勒·米德费(第四任)                                             | 1890年-1958年 | 1941年6月4日   | 1941年10月10日 | 军人                         |
| 25   | 努里·赛义德(第三任)                                               | 1888年-1958年 | 1941年10月10日 | 1944年6月4日   | 军人/伊拉克契约党            |
| 26   | 哈米德·帕沙希 (Hamdi al-Pachachi)                                 | 1886年-1948年 | 1944年6月4日   | 1946年2月23日  | 无                           |
| 27   | 陶菲格·苏瓦伊迪 (第二任) (Tawfiq al-Suwaidi)                      | 1891年-1968年 | 1946年2月23日  | 1946年6月1日   | 伊拉克自由党                 |
| 28   | 阿沙德·乌马里 (第一任) (Arshad al-Umari)                          | 1888年-1978年 | 1946年6月1日   | 1946年11月21日 | 无                           |
| 29   | 努里·赛义德(第四任)                                               | 1888年-1958年 | 1946年11月21日 | 1947年3月29日  | 军人/伊拉克契约党/宪政联盟党 |
| 30   | 赛义德·萨利赫·贾布尔 (Sayyid Salih Jabr)                          | 1896年-1957年 | 1947年3月29日  | 1948年1月29日  | 伊拉克民族社会主义党         |
| 31   | 赛义德·穆罕默德·萨德尔 (Sayyid Muhammad as-Sadr)                  | 1882年-1963年 | 1948年1月29日  | 1948年6月26日  | 无                           |
| 32   | 穆萨希姆·帕沙希 (Muzahim al-Pachachi)                             | 1890年-1982年 | 1948年6月26日  | 1949年1月6日   | 无                           |
| 33   | 努里·赛义德(第五任)                                               | 1888年-1958年 | 1949年1月6日   | 1949年10月10日 | 军人/宪政联盟党              |
| 34   | 阿里·贾达特·埃尤比 (第二任) (Ali Jawdat al-Aiyubi)                | 1896年-1968年 | 1949年12月10日 | 1950年2月5日   | 军人                         |
| 35   | 陶菲格·苏瓦伊迪 (第三任) (Tawfiq al-Suwaidi)                      | 1891年-1968年 | 1950年2月5日   | 1950年9月15日  | 无                           |
| 36   | 努里·赛义德(第六任)                                               | 1888年-1958年 | 1950年9月15日  | 1952年7月12日  | 军人/宪政联盟党              |
| 37   | 穆斯塔法·马赫穆德·乌马里 (Mustafa Mahmud al-Umari)                | 1894年-1954年 | 1952年7月12日  | 1952年11月23日 | 无                           |
| 38   | 努尔丁·马赫穆德 (Nureddin Mahmud)                                 | 1899年-1955年 | 1952年11月23日 | 1953年1月29日  | 军人                         |
| 39   | 贾米勒·米德费(第五任)                                             | 1890年-1958年 | 1953年1月29日  | 1953年9月17日  | 军人                         |
| 40   | 穆罕默德·法赫尔·贾马利 (Muhammad Fadhel al-Jamali)                | 1903年-1997年 | 1953年9月17日  | 1954年4月29日  | 无                           |
| 41   | 阿沙德·乌马里 (第二任) (Arshad al-Umari)                          | 1888年-1978年 | 1954年4月29日  | 1954年8月4日   | 无                           |
| 42   | 努里·赛义德(第七任)                                               | 1888年-1958年 | 1954年8月4日   | 1957年6月20日  | 军人/宪政联盟党              |
| 43   | 阿里·贾达特·埃尤比 (第三任) (Ali Jawdat al-Aiyubi)                | 1896年-1968年 | 1957年6月20日  | 1957年12月15日 | 军人/伊拉克民族统一战线      |
| 44   | 阿比德·瓦哈布·马里安 (Abd al-Wahhab Marjan)                       | 1910年-1964年 | 1957年12月15日 | 1958年3月13日  | 无                           |
| 45   | 努里·赛义德(第八任)                                               | 1888年-1958年 | 1958年3月13日  | 1958年5月18日  | 军人                         |
| 46   | 艾哈迈德·穆赫塔尔·巴班 (Ahmad Mukhtar Baban)                      | 1900年-1976年 | 1958年5月18日  | 1958年7月14日  | 无                           |

## 伊拉克共和国总理（1958年－2003年）
1958年伊拉克阿拉伯复兴社会党推翻亲西方的哈希姆王朝取得执政地位后，总理开始直接由总统进行任命。在很多情况之下，总理一职会由总统兼任。
| 任次 | 总理姓名                                 | 生卒日期       | 上任日期       | 离任日期       | 所属党派                |
| ---- | ---------------------------------------- | -------------- | -------------- | -------------- | ----------------------- |
| 1    | 阿卜杜勒·卡里姆·卡塞姆                   | 1914年－1963年 | 1958年7月14日  | 1963年2月8日   | 军人                    |
| 2    | 艾哈迈德·哈桑·贝克尔（第一次）           | 1914年－1982年 | 1963年2月8日   | 1963年11月18日 | 军人/复兴党             |
| 3    | 塔赫尔·叶海亚 （第一次）                 | 1913年－1986年 | 1963年11月20日 | 1965年9月6日   | 军人/阿拉伯社会主义联盟 |
| 4    | 阿里夫·阿比德·拉扎克                     | 1921年－2007年 | 1965年9月6日   | 1965年9月21日  | 军人/阿拉伯社会主义联盟 |
| 5    | 阿卜杜勒·拉赫曼·巴扎兹                   | 1913年－1973年 | 1965年9月21日  | 1966年8月9日   | 无党派                  |
| 6    | 纳吉·塔列布                              | 1917年－2010年 | 1966年8月9日   | 1967年5月10日  | 无党派                  |
| 7    | 阿卜杜勒·拉赫曼·阿里夫（总统兼任）       | 1916年－2007年 | 1967年5月10日  | 1967年7月10日  | 军人/阿拉伯社会主义联盟 |
| 8    | 塔赫尔·叶海亚 （第二次）                 | 1913年－1986年 | 1967年7月10日  | 1968年7月17日  | 军人/阿拉伯社会主义联盟 |
| 9    | 阿比德·拉扎克·纳伊夫                     | 1933年－1978年 | 1968年7月17日  | 1968年7月30日  | 军人                    |
| 10   | 艾哈迈德·哈桑·贝克尔（第二次，总统兼任） | 1914年－1982年 | 1968年7月31日  | 1979年7月16日  | 军人/复兴党             |
| 11   | 萨达姆·侯赛因（第一次，总统兼任）        | 1937年－2006年 | 1979年7月16日  | 1991年3月23日  | 复兴党                  |
| 12   | 萨阿敦·哈马迪                            | 1930年－2007年 | 1991年3月23日  | 1991年9月13日  | 复兴党                  |
| 13   | 穆罕默德·哈姆扎·祖贝迪                   | 1938年－2005年 | 1991年9月16日  | 1993年9月5日   | 复兴党                  |
| 14   | 艾哈迈德·侯赛因·胡达伊尔                 | 1941年－       | 1993年9月5日   | 1994年5月29日  | 复兴党                  |
| 15   | 萨达姆·侯赛因（第二次，总统兼任）        | 1937年－2006年 | 1994年5月29日  | 2003年4月9日   | 复兴党                  |

## 伊拉克战争时期（2003年）
伊拉克总理一职在2003年爆发伊拉克战争时被废黜，直到2004年6月被正式重新设置。在这段时间内，总理权利实际上由联盟驻伊拉克临时管理当局和伊拉克临时管理委员会掌握。

## 伊拉克联邦总理（2004年－至今）
伊拉克临时政府是在美国和其盟友占领伊拉克期间作为看守政府管理伊拉克国家事务的临时机构。它的任期至伊拉克进行国民议会选举和伊拉克过渡政府成立以后为止。政府总理一职是这段时间内的政府首脑。
在伊拉克过渡政府成立之后，伊拉克国民议会的议员选举出总统委员会（Presidency Council），包括政府总理和内阁各部部长。然后，总统委员会应一致通过任命总理案。根据这项规定，总统委员会必须在两个星期之内的时间里推选一位总理候选人。如果在规定的时间内这项工作没有完成，那么总统委员会有责任将总理任命权交予伊拉克国民议会。在这种情况下，国民议会要三分之二多数才可通过总理任命案。如果总理在上任之后的一个月之内无法组成他的政府内阁，那么总统委员会应重新任命下一位总理。伊拉克总理不能在政府之内或政府之外担任任何其他职务。正因为如此，伊拉克国家武装部队成员、国民大会委员、各部部长、总统委员会委员等人都无权担任政府总理一职，除非他个人宣布辞职，放弃其他权力，或者已经退休超过18个月。每届伊拉克总理的任期为4年。
| 任次 | 总理姓名               | 生卒日期 | 照片 | 上任日期       | 离任日期       | 所属党派               | 备注                                   |
| ---- | ---------------------- | -------- | ---- | -------------- | -------------- | ---------------------- | -------------------------------------- |
| 1    | 伊亚德·阿拉维          | 1945年－ |      | 2004年5月28日  | 2004年6月28日  | 伊拉克民族团结阵线     | 临时总理                               |
| 2    | 伊亚德·阿拉维          | 1945年－ |      | 2004年6月28日  | 2005年4月7日   | 伊拉克民族团结阵线     | 大选前的临时总理                       |
| 3    | 易卜拉欣·贾法里        | 1947年－ |      | 2005年4月7日   | 2006年5月20日  | 达瓦党                 | 过渡当局领导下的总理                   |
| 4    | 努里·马利基            | 1950年－ |      | 2006年5月20日  | 2014年9月8日   | 达瓦党                 | 2006年4月21日被指定为总理 首位正式总理 |
| 5    | 海德尔·阿巴迪          | 1952年－ |      | 2014年9月8日   | 2018年10月25日 | 勝利聯盟               |                                        |
| 6    | 阿迪勒·阿卜杜勒-邁赫迪 | 1942年－ |      | 2018年10月25日 | 2020年5月7日   | 伊拉克伊斯蘭最高委員會 |                                        |
| 7    | 穆斯塔法·卡迪米        | 1967年－ |      | 2020年5月7日   | 2022年10月28日 | 無黨籍                 |                                        |
| 8    | 穆罕默德·希亚·苏丹尼   | 1970年－ |      | 2022年10月28日 | 现任           | 达瓦党                 |                                        |